# Тврђава Нахаванд
Дворац Нахаванд (персијски: قلعه نهاوند) био је древни дворац из Сасанидске Персије који се налазио у садашњем граду Нахаванд у провинцији Хамдан, Иран. Пад овог замка у бици за Нахаванд био је главна прекретница у исламском освајању Персије. Ипак, дворац је преживео све до времена Насер eл Дин Шаха Каџара. Говорило се да је Насер ел Дин Шах приликом копања каната пронашао благо. Затим је наредио да се дворац уништи како би се пронашло још блага; међутим, више ништа нису пронашли.